# Radio Republik Indonesia
Radio Republik Indonesia (Ràdio de la República d'Indonèsia, abreujada com a RRI), legalment Lembaga Penyiaran Publik (LPP) Radio Republik Indonesia (Radio de la Institució Pública de Radiodifusió de la República d'Indonèsia), és una xarxa de ràdio pública d'Indonèsia. Fundada l'11 de setembre de 1945, és la primera xarxa de ràdio a Indonèsia i la segona empresa de mitjans més antiga del país després d'Antara. La seu de RRI es troba al carrer Medan Merdeka Barat al centre de Jakarta, a la capital indonèsia.
RRI té quatre xarxes de ràdio, així com canals de ràdio visuals, emes a tot Indonèsia per servir a tots els ciutadans de tot el país. La xarxa és compatible amb unes 90 emissores locals, la més gran de qualsevol xarxa de ràdio del país. A través de la seva divisió de radiodifusió a l'estranger Voice of Indonesia, RRI també proporciona informació sobre Indonèsia a persones d'arreu del món en anglès. El seu finançament prové principalment del pressupost anual de l'estat aprovat pel parlament, publicitat i altres serveis.